# Unione Sportiva Foggia 1930-1931
Questa voce raccoglie le informazioni riguardanti l'Unione Sportiva Foggia nelle competizioni ufficiali della stagione 1930-1931.

## Stagione
Per la stagione 1930-1931 in Prima Divisione (la seconda consecutiva del Foggia) Károly è confermato sulla panchina rossonera e vengono ceduti Giustacchini e Casale (quest'ultimo trasferitosi per ragioni di lavoro a Torino), mentre vengono confermati tutti i restanti atleti della stagione precedente; rilevati Carbonelli, giovanissima riserva riminese del Bologna, il barese Labate e il quattordicenne Piccino, molto gradito a Károly.
Il campionato dei satanelli inizia con la vittoria esterna, 2-7 nel derby contro il Brindisi (in cui Marchionneschi segna una cinquina) e prosegue con una serie positiva di altre sei giornate; questa serie positiva di sette incontri (5 vittorie e 2 pareggi, per un totale di 12 punti accumulati), rimasta finora ineguagliata dai rossoneri dauni, viene interrotta dal 3-0 subìto fuori casa contro il Perugia. Il 10 novembre 1930, dopo aver disputato la gara interna con la Biscegliese (la settima giornata, vinta 3-2) il portiere Renato Sarti termina l'attività agonistica, dopo aver disputato in maglia rossonera 86 gare in sette stagioni; viene quindi sostituito da Giuseppe Baldi. Il Foggia torna a vincere nel turno successivo, 3-0 in casa contro il Molfetta e perde nel seguente doppio turno esterno, 3-0 ad opera del Trani e 4-0 ad opera del Taranto; chiudendo quindi il girone d'andata con 14 punti in classifica.
Il girone di ritorno si apre con due vittorie consecutive, per poi registrare un'alternanza di sconfitte e vittorie fino alla settima giornata di ritorno (persa a Bisceglie, 2-1 con gli azzurrostellati), punteggio pieno nelle ultime quattro gare. Nel girone di ritorno, con 8 vittorie e 3 sconfitte il Foggia raccoglie 16 punti, che sommati ai 14 ricavati nel girone d'andata danno 30 punti, valevoli per il terzo posto, alle spalle di Cagliari (promosso in Serie B) e Taranto.

## Rosa[1]
| N. |                   | Ruolo | Calciatore        |
| -- | ----------------- | ----- | ----------------- |
|    | Italia (bandiera) | P     | Giuseppe Baldi    |
|    | Italia (bandiera) | P     | Maniero           |
|    | Italia (bandiera) | P     | Renato Sarti      |
|    | Italia (bandiera) | D     | Michele Alboreto  |
|    | Italia (bandiera) | D     | Giuseppe Arnoldi  |
|    | Italia (bandiera) | D     | Pasquale Di Luzio |
|    | Italia (bandiera) | C     | Vittorio De Rosa  |
|    | Italia (bandiera) | C     | Carmine Malice    |
|    | Italia (bandiera) | C     | Ettore Mussi      |
|    | Italia (bandiera) | C     | Luigi Rossetti    |

| N. |                   | Ruolo | Calciatore             |
| -- | ----------------- | ----- | ---------------------- |
|    | Italia (bandiera) | C     | Giuseppe Saracino      |
|    | Italia (bandiera) | C     | Medoro Troisi          |
|    | Italia (bandiera) | A     | Bruno Carbonelli       |
|    | Italia (bandiera) | A     | Giuseppe Capriati      |
|    | Italia (bandiera) | A     | Adelchi Fariello       |
|    | Italia (bandiera) | A     | Vittorio Natale Labate |
|    | Italia (bandiera) | A     | Alfredo Marchionneschi |
|    | Italia (bandiera) | A     | Giovanni Pavanello     |
|    | Italia (bandiera) | A     | Piccino                |
|    | Italia (bandiera) | A     | Eligio Vecchi          |

## Calciomercato

### Sessione estiva[1][3]
| Acquisti | Acquisti         | Acquisti | Acquisti   |
| R.       | Nome             | da       | Modalità   |
| -------- | ---------------- | -------- | ---------- |
| P        | Giuseppe Baldi   | Reggiana | definitivo |
| A        | Bruno Carbonelli | Bologna  | definitivo |
| A        | Labate           | ?        | definitivo |

| Cessioni | Cessioni              | Cessioni | Cessioni   |
| R.       | Nome                  | da       | Modalità   |
| -------- | --------------------- | -------- | ---------- |
| C        | Giuseppe Giustacchini | Empoli   | definitivo |
| ?        | Mario Casale          | ?        | definitivo |

## Statistiche di squadra
| Competizione    | Punti | In casa | In casa | In casa | In casa | In casa | In casa | In trasferta | In trasferta | In trasferta | In trasferta | In trasferta | In trasferta | Totale | Totale | Totale | Totale | Totale | Totale | DR  |
| Competizione    | Punti | G       | V       | N       | P       | Gf      | Gs      | G            | V            | N            | P            | Gf           | Gs           | G      | V      | N      | P      | Gf     | Gs     | DR  |
| --------------- | ----- | ------- | ------- | ------- | ------- | ------- | ------- | ------------ | ------------ | ------------ | ------------ | ------------ | ------------ | ------ | ------ | ------ | ------ | ------ | ------ | --- |
| Prima Divisione | 30    | 11      | 10      | 0       | 1       | 23      | 10      | 11           | 4            | 2            | 5            | 18           | 20           | 22     | 14     | 2      | 6      | 41     | 30     | +11 |